# Vau (letra)
Vau, vav ou vaw (ו) é a sexta letra de vários abjads semíticos, como o hebraico, o árabe (ʾvav ﺍ) e o fenício.
Do alfabeto fenício para o alfabeto grego, deu a raiz às letras digama e ypsilon.